# Momo (Speise)

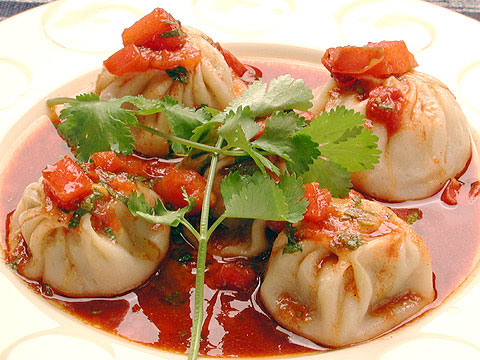
Momos mit einer Tomatensoße

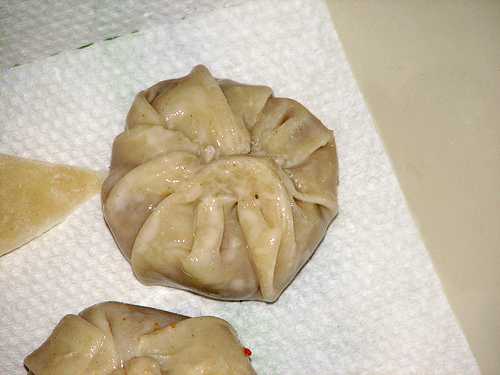
Momo: Nepalesische Teigtaschen

Momo (nepalesisch: म:म:; tibetisch: མོག་མོག་) ist eine nepalesische und tibetische Teigtasche, die besonders in der Region am Himalaya hergestellt wird. Früher war es besonders bei der nepalesischen Ethnie Newar beliebt. Die Menschen essen Momo seit mehreren Jahrhunderten in Nepal. Es gibt verschiedene Arten von Momo, wie z. B. C. Momo, Jhol Momo, Koethe Momo, Steam Momo.
Das tibetische Wort Momo entstammt dem Chinesischen mómo (馍馍).

## Herstellung und Zutaten
Momos werden aus einem Nudelteig aus Mehl und Wasser hergestellt. Runde Teigstücke werden dann mit unterschiedlichen Füllungen zu Teigtaschen geformt. Neben vegetarischen Füllungen sind Fleischfüllungen aus Ziegen-, Hühner- oder Schweinefleisch besonders in Nepal, Tibet und im nordöstlichen Indien beliebt. Zum Kochen werden die Teigtaschen dampfgegart und typischerweise mit einer Tomatensuppe oder Brühe serviert.

## Verbreitung in Tibet und der Schweiz
Eine 2023 veröffentlichte Untersuchung kommt zum Schluss, dass Momos in historischen Berichten über Tibet nicht erwähnt wurden. Die tibetische Diaspora in der Schweiz habe jedoch Momos in der Schweiz erfolgreich als traditionelles Gericht etablieren können. Inzwischen vermittelten sie den aus Tibet stammenden Menschen ein «Heimatgefühl» und würden als Bestandteil der tibetischen Identität gesehen.